# Bołotbek Ömürakunow
Bołotbek Ömürakunow (ur. 14 marca 1972) – kirgiski zapaśnik walczący w stylu wolnym. Zajął 21. miejsce na  mistrzostwach świata w 1999. Siódme miejsce na igrzyskach azjatyckich w 1998. Srebro na mistrzostwach Azji w 2000 roku.